# Carlinhos Bonamigo
Carlos Roberto Lima de Araújo, mais conhecido como Carlinhos Bonamigo (Rio Branco, 6 de maio de 1955), é um técnico e ex-futebolista brasileiro que atuava como meio campista. Atualmente está sem clube.
Armador de técnica refinada e cheio de estilo, iniciou sua saga no mundo da bola em peladas jogadas num campinho desnivelado que ficava em frente da Catedral de Nossa Senhora de Nazaré, bem como numa quadra nas imediações do Palácio Rio Branco. Ambos locais, no centro de Rio Branco.
Em 1988, Carlinhos voltou ao Juventus para disputar o Copão da Amazônia. E foi então que num jogo dessa competição, contra o  Atlético Acreano, ao pegar uma bola de voleio caiu sobre o braço e teve uma fratura exposta. O tratamento inadequado realizado no Estado fez o atleta se transferir para a cidade do Rio de Janeiro, onde ficou por mais de um ano e, posteriormente, encerrar a vitoriosa carreira.
Jogou nos Clubes Atlético Clube Juventus, Independência e Atlético Acreano.
Em 2014, foi homenageado pela câmara de vereadores da cidade de Porto Acre com o título de Honra ao Mérito.

## Títulos
Juventus-AC
- Campeonato Acreano: 1975, 1976, 1978[3]
- Copa Amazônia: 1981/1982[3]

Independência-AC
- Campeonato Acreano: 1985[3]

Atlético-AC
- Campeonato Acreano: 1987[3]